# Слой доступа к данным
Слой доступа к данным (Data Access Layer — DAL) в программном обеспечении — это слой компьютерной программы, который предоставляет упрощенный доступ к данным, хранимым в постоянном хранилище какого-либо типа, таком как реляционная база данных. Этот акроним в основном используется в Microsoft ASP.NET окружении.
Для примера, DAL может возвращать ссылку на объект (в терминах объектно-ориентированного программирования) с его атрибутами вместо строки полей из таблицы базы данных. Это позволяет создавать клиентские (или пользовательские) модули с более высоким уровнем абстракции. Такого рода модель может быть реализована путем создания класса с методами доступа к данным, которые напрямую ссылаются на соответствующий набор процедур базы данных. Другая реализация может потенциально получать или записывать записи в или из файловой системы. DAL скрывает сложность лежащего в основе хранилища данных от внешнего мира.
Взамен использования таких команд как «создать», «удалить» или «обновить» в определенной таблице в базе, класс и несколько хранимых процедур могут быть созданы в базе. Эти процедуры могут вызываться из метода внутри класса, который возвратит объект, содержащий запрошенные значения. Или команды создания, удаления и обновления могут быть выполнены внутри простых функций как registerUser или loginUser, хранимые в слое доступа к данным.
Также методы бизнес-логики из приложения могут быть соотнесены к слою доступа к данным.
Так для примера, вместо создания запроса к базе данных, чтобы получить всех пользователей из нескольких таблиц, приложение может сделать один вызов метода из DAL для данного приложения.
Инструменты объектно-реляционного отображения (ORM) предоставляют слои данных таким образом следуя Active Record модели.
ORM/Active record модели популярны в веб-фреймворках.